# Happurg

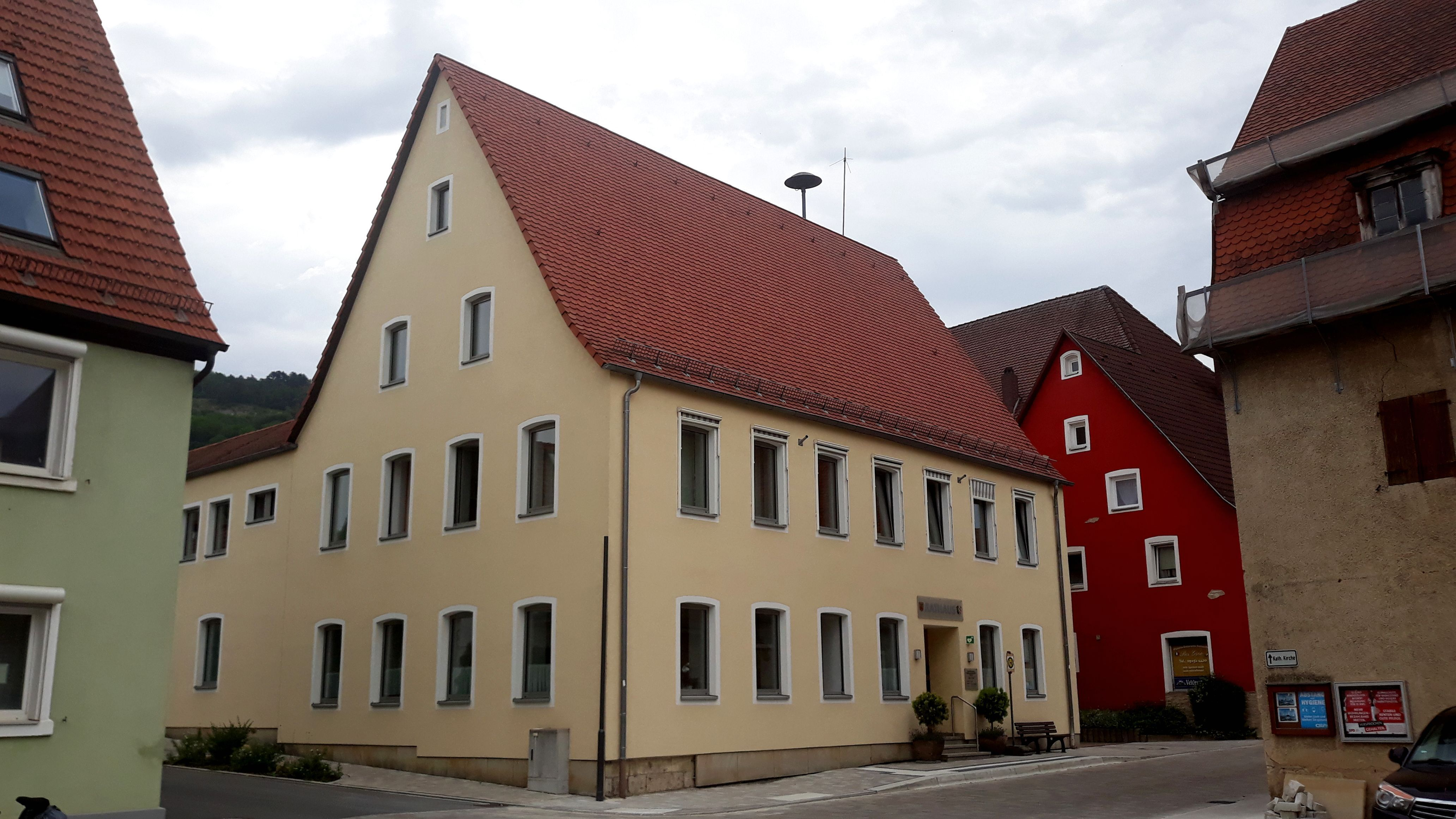
Rathaus

Happurg (fränkisch: Habbuich) ist eine Gemeinde im mittelfränkischen Landkreis Nürnberger Land. Der Hauptort ist Sitz der Verwaltungsgemeinschaft Happurg.

## Geographie

### Nachbargemeinden
Nachbargemeinden sind (im Norden beginnend im Uhrzeigersinn): Pommelsbrunn, Alfeld, Lauterhofen, Offenhausen, Engelthal, Hersbruck

### Geographische Lage
Die Gemeinde liegt im Osten der Hersbrucker Schweiz, einem Teil der Frankenalb. Die Gemeindeteile Happurg und Förrenbach sind staatlich anerkannte Erholungsorte. Von 1956 bis 1958 wurde das Pumpspeicherkraftwerk Happurg errichtet, wobei im Talgrund der Happurger See sowie auf dem Deckersberg das dazugehörende Oberbecken entstand.

### Gemeindegliederung
Die Gemeinde hat 14 Gemeindeteile (in Klammern sind der Siedlungstyp, die Einwohnerzahlen Stand 30. September 2010 und die geografische Höhe angegeben):
- Aicha (Dorf, 39 E., 497 m ü. NHN)
- Deckersberg (Dorf, 134 E., 523 m ü. NHN)
- Förrenbach (Pfarrdorf, 772 E., 374 m ü. NHN)
- Gotzenberg (Dorf, 67 E., ca. 510 m ü. NHN)
- Happurg (Pfarrdorf, 1737 E., 353 m ü. NHN)
- Hartenberg (Weiler, 8 E., 510 m ü. NHN)
- Kainsbach (Kirchdorf, 324 E., 387 m ü. NHN)
- Molsberg (Weiler, 26 E., 515 m ü. NHN)
- Mosenhof (Weiler, 25 E., ca. 400 m ü. NHN)
- Reicheneck (Weiler, 34 E., ca. 500 m ü. NHN)
- Schupf (Dorf, 225 Einwohner, 534 m ü. NHN)
- See (Dorf, 183 E., ca. 530 m ü. NHN)
- Thalheim (Kirchdorf, 259 E., 405 m ü. NHN)
- Vorderhaslach (Einöde, 21 E., 566 m ü. NHN)

Es gibt auf dem Gemeindegebiet die Gemarkungen Breitenbrunn (Gemarkungsteil 0), Förrenbach, Happurg, Kainsbach und Pollanden (Gemarkungsteil 1). Die Gemarkung Happurg hat eine Fläche von 12,190 km². Sie ist in 4208 Flurstücke aufgeteilt, die eine durchschnittliche Flurstücksfläche von 2896,79 m² haben. In ihr liegt neben dem namensgebenden Ort der Gemeindeteil Deckersberg.

## Geschichte

### Kirche
Erstmals urkundlich erwähnt wurde Happurg durch eine Altarweihe Bischof Gundekars II. aus Eichstätt im Jahre 1058, die im Pontifikale Gundekarianum erwähnt wird. Die Ursprünge der heutigen St.-Georgs-Kirche gehen auf die zweite Hälfte des 14. Jahrhunderts zurück. Der damalige Vikar Caspar Schopp führte 1524 die Reformation in Happurg ein. Die Kirche wurde 1781/82 umgebaut.

### Die Herrschaft Reicheneck
Die auf Gemeindegebiet liegende Burg Reicheneck wird erstmals im Jahr 1238 urkundlich als Besitz des mächtigen Reichsministerialen Ulrich von Königstein bezeugt. Seit dem Hochmittelalter war sie im Besitz der Schenken von Reicheneck, der Ort Happurg wurde Mittelpunkt ihrer Herrschaft Reicheneck. Ludwig Schenk von Reicheneck ist 1349 Pfleger zu Lichtenstein genannt. Hans und Heinrich Absberger, Schwiegersöhne Ludwigs erhalten die Veste Reicheneck 1397. Am 7. Juli 1398 kam es zur Belagerung und Einnahme der Burg durch die Truppen des Nürnberger Burggrafen Friedrich VI. und der Reichsstadt Nürnberg. 1559 begann die Reichsstadt Nürnberg mit dem Wiederaufbau der Burg, die bis zur Eingliederung Nürnbergs in das junge Königreich Bayern als Nürnberger Besitz bestand.

### Grundherrschaft
Auf einer Karte von 1589 ist ein Weiherhaus zu sehen, das von einem breiten Wassergraben und einer Mauer umgeben war. Zu dem Besitz zählten noch ein Gärtnerhaus, ein Obstgarten und zwei Forellenweiher. Seit 1623 war das herrnhauß oder schloßel, so im weyer stehet, im Besitz der Familie Pfinzing. 1663 veräußerte Martin Seifried Pfinzing den Happurger Herrensitz dem aus Glaubensgründen nach Nürnberg emigrierten Exulanten Johann Seifried Leininger von Sorgendorf, ehemaliger Hofmeister des Herzogs Manfred von Württemberg, der bereits vor 1670 verstarb. Daraufhin heiratete dessen Witwe Eva Sophia, vermutlich eine geborene Brand von Neidstein, Johann Georg von Preysing zu Lichtenegg. Im Jahr 1700 war das Gut bereits „ganz eingefallen und ruinirt“ und wurde an den Reichenecker Pfleger Gottlieb Tucher verkauft. Das alte Weiherhaus dürfte in den ersten Jahren des 18. Jahrhunderts abgebrochen worden sein.

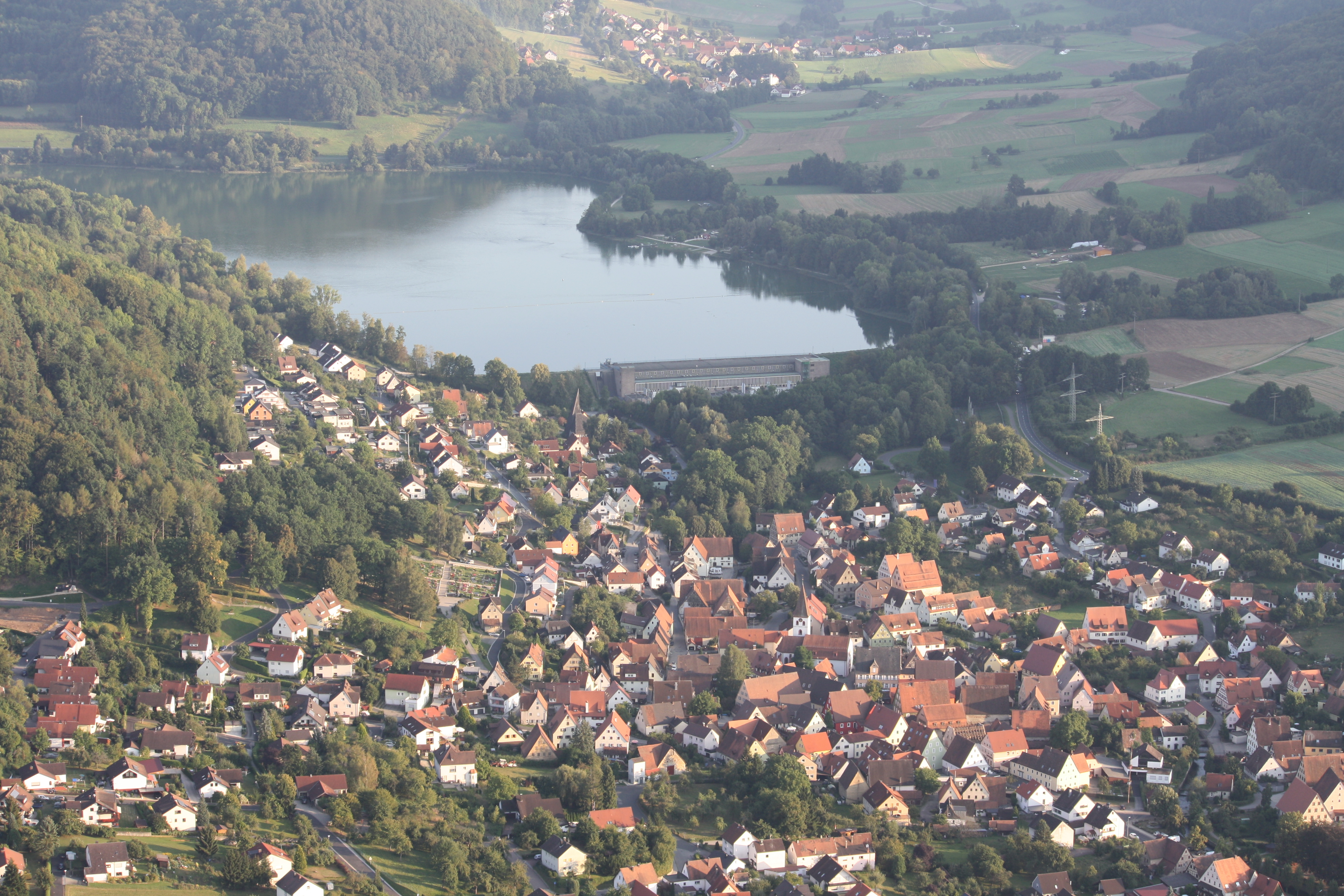
Blick auf Happurg von Norden

Tucher ließ im benachbarten Garten 1701/02 ein zweigeschossiges, mit einem Satteldach überspanntes Herrenhaus errichten (das Tucherschloss, Hauptstraße 9), das er mit seiner Frau Maria Jakobina, geborene von Hardesheim, für gelegentliche Sommeraufenthalte nutzte. Der Schlossherr, der lange Jahre als Offizier in der Armee des Fränkischen Kreises gedient und im Spanischen Erbfolgekrieg gekämpft hatte, verstarb in hohem Alter erst 1742. Der Besitz fiel an seinen Sohn Carl Benedikt Tucher, verheiratet mit Maria Katharina Ebner von Eschenbach. Als Carl Benedikt 1750 starb, wurde er von seiner Witwe und der Tochter Maria Jakobina, die Johann Georg Haller von Hallerstein geheiratet hatte, beerbt. Nach dem Tod des Johann Sigmund Haller von Hallerstein, der seine Großmutter Maria Katharina Tucher beerbt hatte, wurde der Besitz von der Hallerschen Erbengemeinschaft 1811 in mehreren Teilen an Meistbietende verkauft. Das „Hallerische Schloß“ erwarb damals Georg Fuchs, der es 1831 seiner Pflegetochter Walburga Meier schenkte. 1875 übernahm Johann Georg Fuchs den Besitz, 1919 dessen Tochter und ihr Mann Benedikt Müller. Das Tucherschloss ist noch immer im Familienbesitz von deren Erben und wurde 2004/2005 einer preisgekrönten Instandsetzung zugeführt. Dabei zeigte sich, dass die bauzeitliche Putzgestaltung der Fassaden unter einer modernen Zementputzlage weitgehend erhalten war. Die bemerkenswerte Fassung aus getönten Flächen und heller Bänderung wurde wiederhergestellt. Den Schlossgarten umgeben Reste der ehemaligen Einfriedungsmauer.

### Gemeindegründung
Im Jahr 1806 wurde Nürnberg bayerisch und auch Happurg kam damit zum Königreich Bayern. Im Jahr 1818 wurden mit dem Zweiten Gemeindeedikt die Gemeinden als Selbstverwaltungskörperschaften errichtet. So entstanden auf dem heutigen Gemeindegebiet die Gemeinden Happurg mit dem Gemeindeteil Deckersberg, Förrenbach mit Molsberg und See, Thalheim mit  Aicha, Kainsbach mit Mosenhof, Reicheneck und Schupf sowie Heldmannsberg und Breitenbrunn.

### 20. Jahrhundert
Vom 17. Mai 1944 bis Ende Juli 1944 vor dem Ende des Zweiten Weltkrieges existierte im Ort ein Außenlager des KZ Flossenbürg, dessen 1.148 Häftlinge Zwangsarbeit für das geplanten Stollensystem der SS verrichten mussten. Das KZ-Außenlager hatte den Tarnnamen Dogger, B 7.
Nach vierjähriger Bauzeit ging 1958 das Pumpspeicherkraftwerk Happurg ans Netz. Es war bis 2011 in Betrieb und wird seit 2024 saniert.

### Eingemeindungen
Im Zuge der Gebietsreform in Bayern wurde am 1. Juli 1971 die Gemeinde Kainsbach eingegliedert. Am 1. Januar 1972 folgten Thalheim, Heldmannsberg (teilweise) und Breitenbrunn (teilweise). Förrenbach mit Molsberg und See folgte am 1. Januar 1978.

## Politik
- CSU: 6
- FWG: 7
- SPD: 3

### Erster Bürgermeister
Erster Bürgermeister ist seit dem 1. Mai 2014 Bernd Bogner (FWG). Bei der Kommunalwahl vom 15. März 2020 wurde er mit 84,53 % der Stimmen wiedergewählt.

### Gemeinderat
Der Gemeinderat hat 16 Mitglieder. Weiteres Mitglied und Vorsitzender des Gemeinderates ist der Erste Bürgermeister. Bei der Kommunalwahl vom 15. März 2020 haben von den 3021 stimmberechtigten Einwohnern in der Gemeinde Happurg 1936 von ihrem Wahlrecht Gebrauch gemacht, womit die Wahlbeteiligung bei 64,08 % lag.

### Ausschüsse
- Haupt-, Finanz- und Personalausschuss (9 Sitze)
- Bau- und Umweltausschuss (9 Sitze)
- Rechnungsprüfungsausschuss (5 Sitze)

### Wappen
| Wappen von Happurg | Blasonierung: „In Gold ein schräg gestelltes goldenes Schwert, darüber ein rot gefütterter schwarzer Holzschuh, darunter eine rote heraldische Rose mit goldenen Butzen und grünen Kelchblättern.“ |
| Wappen von Happurg | Wappenbegründung: Die Gemeinde Happurg besteht seit 1978 aus den ehemals selbstständigen Gemeinden Happurg, Kainsbach, Thalheim und Förrenbach. Die Rose ist dem Wappen der Schenken von Reicheneck entnommen, die Happurg zum Mittelpunkt ihrer Herrschaft machten, zu der auch Kainsbach gehörte. Der Holzschuh ist das Wappenbild der Nürnberger Patrizierfamilie Holzschuher. Sie waren von 1621 bis 1909 im Besitz des Schlosses und des Hammerwerks in Thalheim. Das Schwert aus dem Wappen der Nürnberger Patrizierfamilie Kreß von Kressenstein erinnert an die wichtigsten Grundherren in Förrenbach. Dieses Wappen wird seit 1979 geführt. |

### Partnergemeinden
Die Gemeinde unterhält eine Partnerschaft zur Gemeinde Neudorf im Erzgebirge.

## Sehenswürdigkeiten und Freizeit

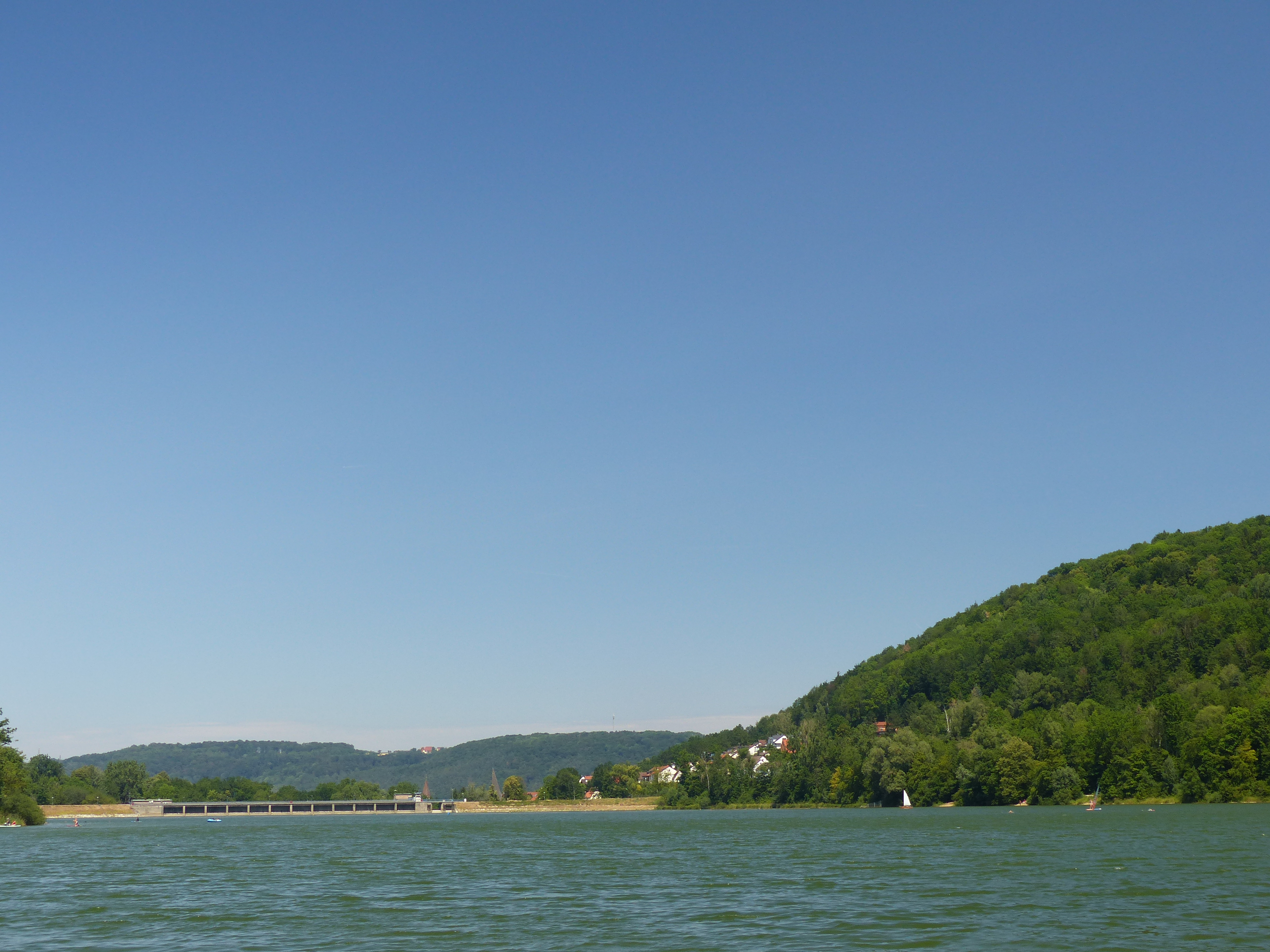
Der Happurger See

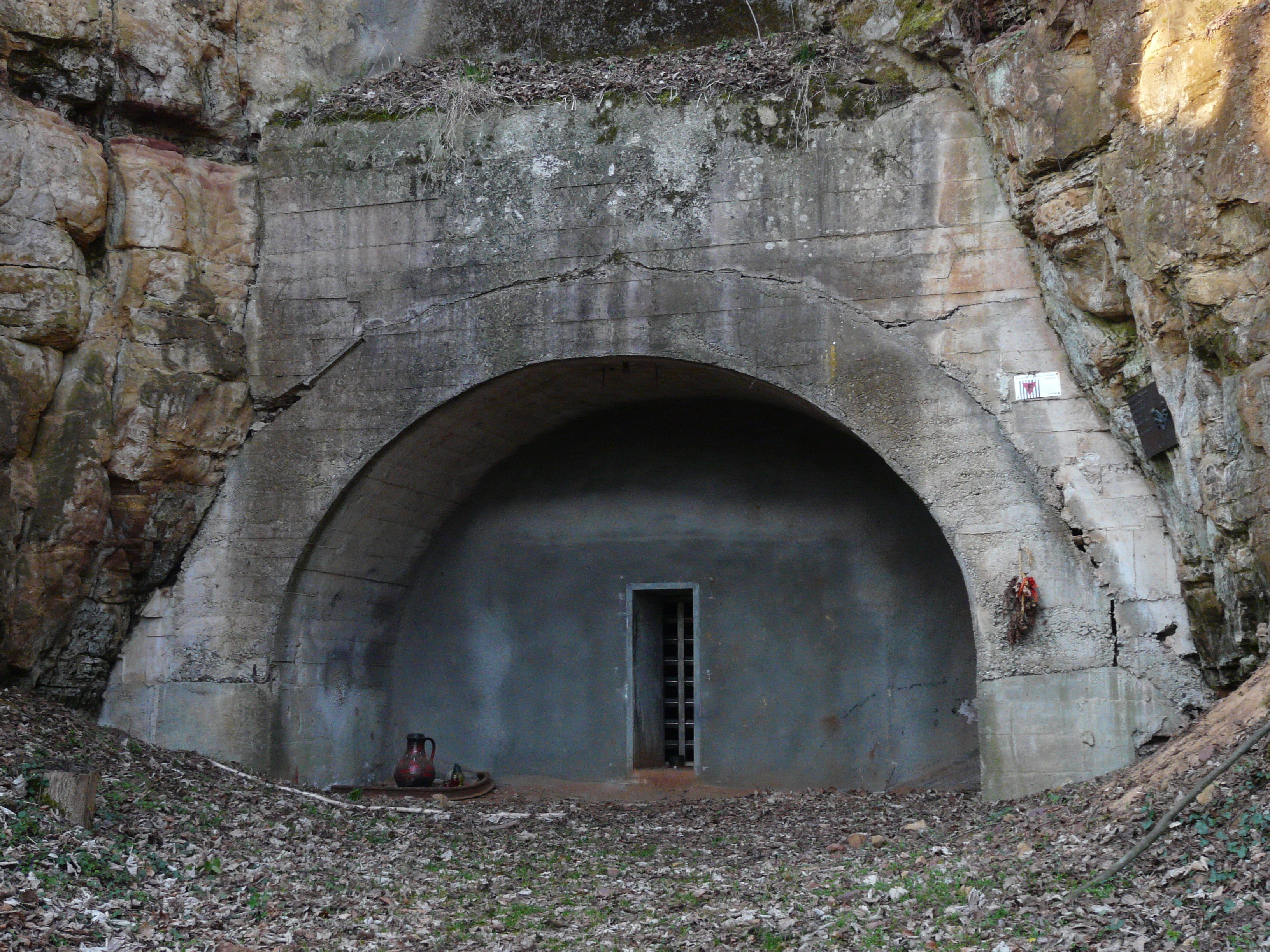
Mundloch zum Doggerstollen in der Houbirg

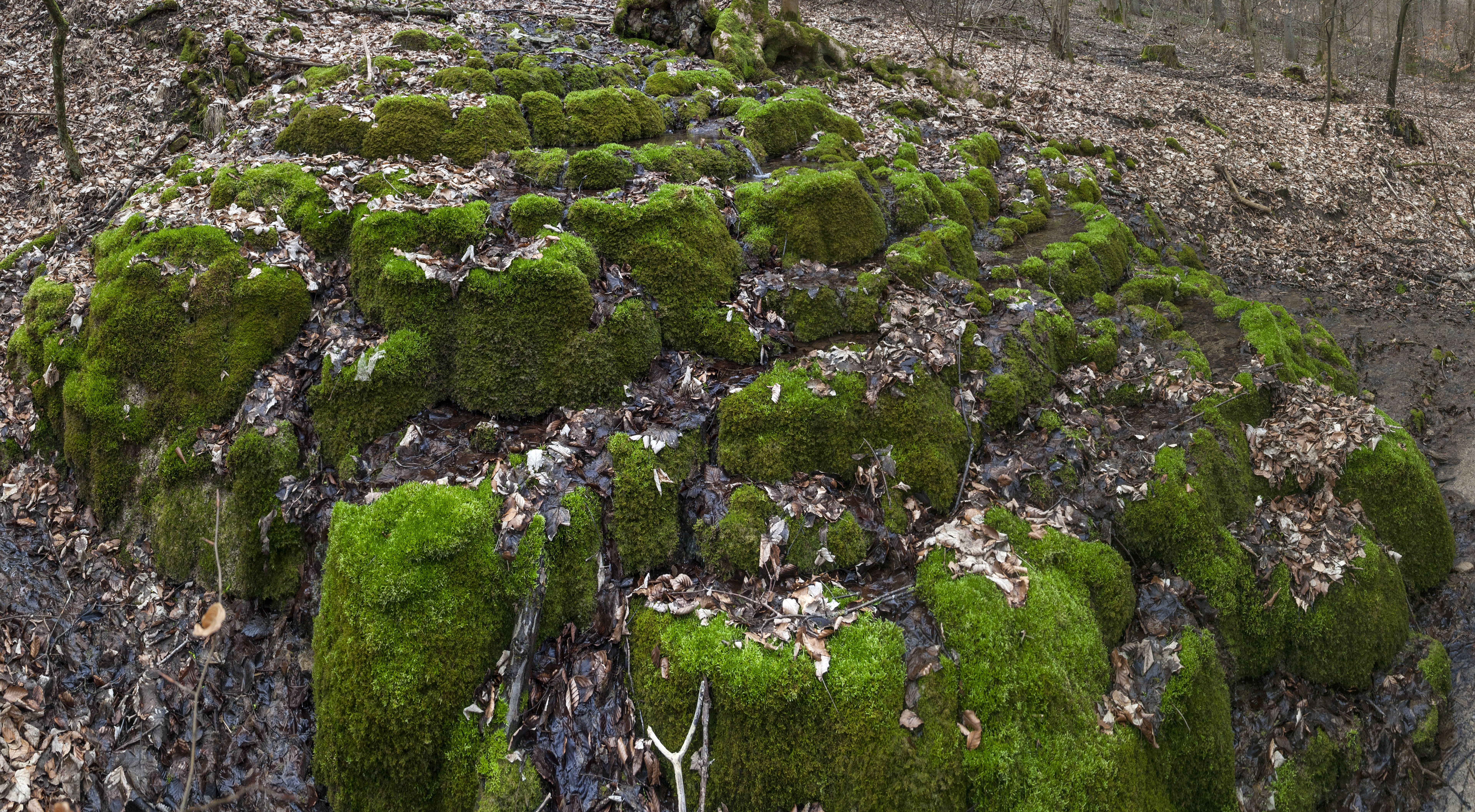
Kalktuffterrasse von Kainsbach

- Pumpspeicherkraftwerk Happurg mit Oberbecken und Naturlehrpfad, auf dem 53 Wegstationen mit erläuternden Schautafeln über die heimische Tier- und Pflanzenwelt unterrichten[18]
- Happurger See (Angeln, Segeln, Restaurant)
- Baggersee (Bademöglichkeit, Angeln)
- Wanderwege: Neben mehreren überregionalen Wanderwegen (z. B. Frankenalb-Panoramaweg), existiert rund um Happurg ein Netz von lokalen Rundwanderwegen,[19] darunter der Happurger Geschichtsweg, der Stationen mit historischer Bedeutung rund um Happurg verbindet,[20] sowie seit 2012 ein Geologischer Lehrpfad.[21]
- Happurger Berg

Bergrennen für historische PKW und Motorräder (Oldtimer-Gleichmäßigkeitsprüfung) am ersten Wochenende im September, seit 2001 veranstaltet vom Automobilclub Hersbruck im ADAC e. V.
- Nordic Walking Zentrum Happurg (vier ausgeschilderte Routen in der Umgebung von Happurg)
- Keltenwall auf der Houbirg (615 m ü. NHN; siehe dazu auch Hohler Fels (Happurg))
- Eingänge zu den Doggerstollen in der Houbirg. Die Stollen wurden von Häftlingen des KZ-Außenlagers Hersbruck in den Berg getrieben und sollten als Produktionsort für Flugzeugmotoren dienen, wurden aber nie fertiggestellt. Die Stollen sind nur mit Sondergenehmigung betretbar.
- Das Naturschutzgebiet Oberes Molsberger Tal.
- Das Geotop Kalktuffterrasse von Kainsbach.
- Die Steinerne Rinne bei Thalheim.

## Religion

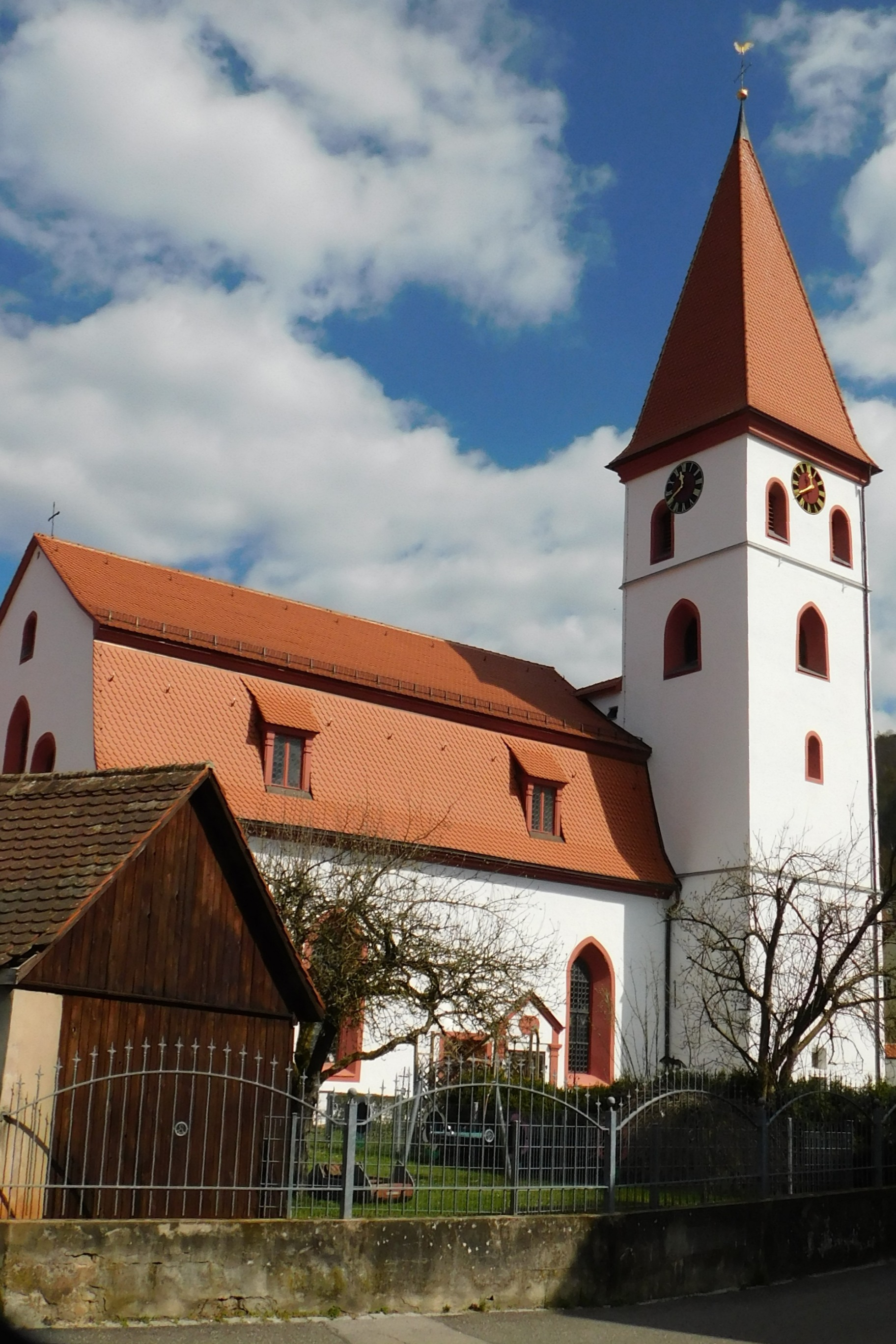
St.-Georgs-Kirche Happurg

Happurg hat eine evangelische Kirche und eine katholische Filialkirche der Kuratie Pommelsbrunn. Der damalige Vikar Caspar Schopp hatte 1524 die Reformation in Happurg eingeführt.
Die evangelische Kirchengemeinde Marien und St. Georg feierte 2009 ihr 950-jähriges Bestehen. Erstmals urkundlich erwähnt wurde die Altarweihe durch Bischof Gundekar II. aus Eichstätt im Jahre 1058 im Pontifikale Gundekarianum.
Ein umfangreiches und vielfältiges Festprogramm erinnerte 2009 an das Gründungsjahr. Höhepunkt und Abschluss der Feierlichkeiten war ein Festgottesdienst und ein historischer Festzug am 26. April 2009. Über 10.000 Zuschauer säumten die Straßen, als der Festzug mit über 800 Beteiligten durch den Ort zog. Überschattet wurde das Jubiläumsjahr durch den plötzlichen Tod des Pfarrers Wolfram Schiffner. Gemeinsam mit Herbert Hofmann hatte dieser das Festjahr vorbereitet.

## Wirtschaft

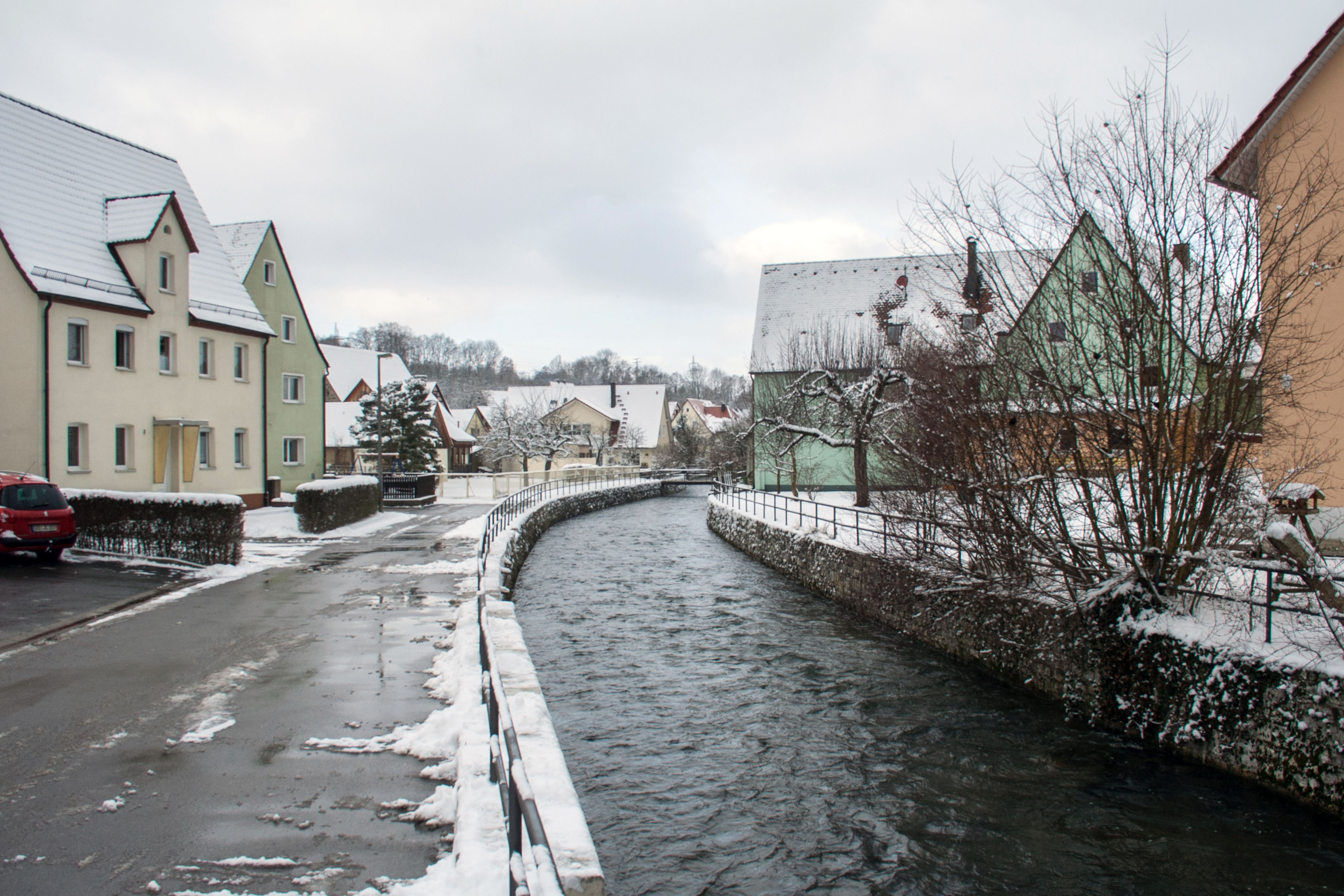
Ortskern mit Happurger Bach

Die Infrastruktur besteht hauptsächlich aus Kleingewerbe. Zudem fand am 7. April 2007 erstmals und dann jeden ersten Samstag im Monat ein Monatsmarkt mit ausgewählten Produkten (Gewürze, Kräuter, Olitäten, selbstgemachte Nudeln, Salami, geräucherte Forellen, Bauernbrot, Saisongemüse, Honig und vieles mehr) statt.

### Verkehr
- Happurg ist über die Bundesstraße 14 (Ausfahrt Happurg/Lauterhofen) zu erreichen.
- Busse des OVF (Busverbindung ab Hersbruck) bedienen Happurg und das weitere Umland.
- Seit 12. Dezember 2010 besitzt Happurg einen Haltepunkt an der Bahnstrecke Nürnberg–Irrenlohe und wird von der S-Bahn Nürnberg, Linie S2, im Stundentakt bedient. Die Züge verkehren Richtung Osten bis Hartmannshof, wo Anschluss an Regionalexpresszüge Richtung Schwandorf und Weiden besteht. Richtung Westen kann ohne Umsteigen über Nürnberg und Schwabach bis Roth gefahren werden.

| Linie | Verlauf | Takt   |
| ----- | --- | ------ |
| S2    | Roth – Büchenbach – Rednitzhembach – Schwabach – Schwabach-Limbach – Katzwang – Reichelsdorfer Keller – Nürnberg-Reichelsdorf – Nürnberg-Eibach – Nürnberg-Sandreuth – Nürnberg-Steinbühl – Nürnberg Hbf – Nürnberg-Dürrenhof – Nürnberg Ostring – Nürnberg-Mögeldorf – Nürnberg-Rehhof – Nürnberg-Laufamholz – Schwaig – Röthenbach (Pegnitz) – Röthenbach-Steinberg – Röthenbach-Seespitze – Lauf West – Lauf (links Pegnitz) – Ottensoos – Henfenfeld – Hersbruck (links Pegnitz) – Happurg – Pommelsbrunn – Hartmannshof Stand: Fahrplanwechsel Dezember 2023 | 60 min |
Happurg hatte früher schon einmal einen Bahnhof, der jedoch 1873 zu Gunsten des Bahnhofs Pommelsbrunn aufgegeben wurde.

### Energie
Happurg ist Standort des Pumpspeicherkraftwerks Happurg, das wegen Erdeinbrüchen im Oberbecken und des damit verbundenen Wasserverlusts seit 2011 stillgelegt ist. Das ungenutzte, ehemals 1,8 Millionen Kubikmeter fassende Oberbecken befindet sich auf dem westlich davon liegenden Deckersberg und soll saniert werden. Das Wasser wurde über eine Höhendifferenz von 209 Metern geleitet. Mit einer Gesamtleistung von 160 Megawatt und einer Speicherkapazität von 900 MWh war das von E.ON betriebene Kraftwerk zu seinen aktiven Zeiten das größte Pumpspeicherkraftwerk in Bayern. Seit der Umorganisation von E.ON ist Uniper für das Kraftwerk zuständig. Bis 2028 soll es saniert und die Anlage wieder in Betrieb genommen werden.

## Sonstiges
Das Gemeindeleben Happurgs spielt sich in 39 Vereinen ab.

### SC Happurg
Der Sportclub Happurg wurde im Jahr 1946 gegründet und besteht aus den Abteilungen Fußball, Tennis, Gymnastik, Tischtennis, Volleyball und Fit For Fun (Breitensport).

### Gut Holz Happurg
Der Breitensport-Kegelklub „Gut Holz Happurg“ wurde 1960 gegründet und nimmt an der Punkterunde des VNPK teil.

## Söhne und Töchter der Gemeinde
- Johann Conrad Ullherr (8. Juni 1820–27. September 1887 in Kaufbeuren), Mathematiker, Physiker
- Georg Sperber (1897–1943), Politiker (NSDAP), SA-Führer und Bürgermeister von Hersbruck
- Jörg Weidinger (* 1975), Bergrennfahrer, Sieger der Europa-Bergmeisterschaft 2005 und 2006

## Persönlichkeiten, die vor Ort gewirkt haben
- Konrad Dorn (1870–1948) war der Gründer und Leiter der „Ersten Fränkischen Bauernkapelle Happurg“, mit der er in den Jahren vor und nach dem Ersten Weltkrieg zahlreiche Grammophonaufnahmen machte.
- Timo Rost (* 1978), Fußballprofi (Energie Cottbus), begann beim SC Happurg